# Профсоюзное движение в Беларуси
Профсоюзное движение в Беларуси — составная часть рабочего движения в Беларуси.

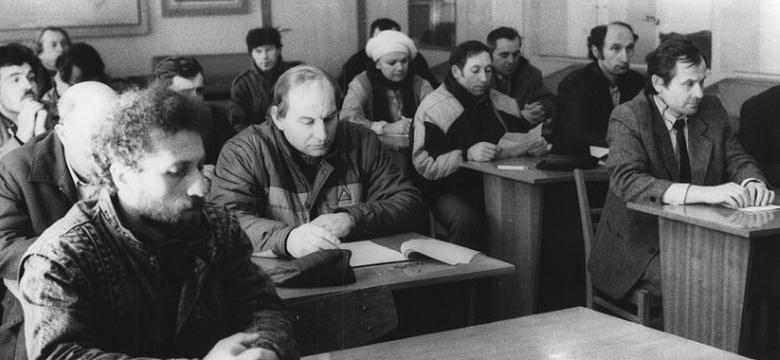
Учредительное собрание первичной организации Независимого профсоюза горняков СССР в Солигорске 27 марта 1991 г.

## История

### Зарождение
Первые профсоюзные организации на территории современной Беларуси начали появляться в конце XIX века. Так, в 1894 году был образован профсоюз щетинщиков, в 1898 году — профсоюз кожевников с представительствами в Сморгони, Белостоке, Вильно, Ошмянах и Крынках. В начале XX века, в 1901 году в Гомеле оформился профсоюз печатников, в 1904 году — профсоюз кожевников в Витебске, в 1905 году — профсоюз железнодорожников, работников почты и телеграфа, кредитных и торгово-промышленных учреждений. Массовый рост профсоюзного движения был связан с события революции 1905—1907 годов, а в частности с принятием «Временных правил о профессиональных организациях» — закона, который легализовывал создание профсоюзов на территории Российской империи.
В 1907 году на территории Беларуси официально действовал 101 профсоюз, в которых суммарно состояло 14 533 человека. Однако, к началу Первой мировой войны, большинство из этих профсоюзов прекратило свою деятельность.

### В Советский период
Новый всплеск профсоюзного движения на территории Беларуси начался после Октябрьской революции 1917 года. В июле 1920 года было учреждено Центральное бюро профсоюзов Белоруссии, позже переименованное в Совет профсоюзов Белоруссии. Он отказался от традиционного отраслевого принципа структуры в угоду территориальному и окончательно организационно оформился на I-ом Всебелорусском съезде профессиональных союзов в мае 1921 года.
После образования СССР, советские власти начали политику расширения профсоюзного движения, включения в профсоюзные организации почти всего работающего населения. Подобная политика дала результаты, и в 1937 году профсоюзы объединяли уже 84,1 % работающего населения.

### Военное время и восстановление
Во время Великой Отечественной войны, советская профсоюзная система была уничтожена немецкими оккупационными властями. После освобождения Белоруссии ЦК КП(б)Б начало проводить политику по восстановлению профсоюзных организации на территории БССР. Так, уже в январе 1946 года в профсоюзах Белоруссии числилось 64,6 % от всего количества рабочих и служащих. В ноябре 1948 года была проведена I-я Белорусская межсоюзная конференция профсоюзов, на которой был сформирован Белорусский республиканский совет профессиональных союзов (Белсовпроф), который объединил все отраслевые и территориальные первичные профсоюзные организации БССР. Белсовпроф практически без изменений просуществовал до 1990 года, постепенно увеличивая свою численность. Так, в 1980 году в белорусских профсоюзах состояло 52,3 % от всех жителей БССР.

### Период реформ и переход к независимости
Во второй половине 1980-х в СССР резко ухудшилось социально-экономическое положение, что вызвало и некоторую перестройку и в белорусском профсоюзном движении. Так, в январе 1987 года состоялся XVI съезд Белсовпрофа, на котором было принято решение о более решительном повороте профсоюзов к интересам трудящихся. А на состоявшемся в октябре 1990 года XVII съезде Белсовпрофа было принято решение о защите широких масс населения в независимости от политической, национальной или религиозной принадлежности, что фактически означало отказ от сотрудничества с КПСС и ВЦСПС. Результатом решений двух съездов была принятая 5 октября 1990 года декларация о создании независимой от советской профсоюзной системы Федерации профсоюзов Беларуси.
Параллельно с «официальным» профсоюзным движением, развивалось и так называемое «независимое» профсоюзное движение. На фоне ухудшения социально-экономического положения в стране, нередкими стали забастовки на государственных предприятиях страны. Среди самых крупных забастовок можно выделить забастовку шахтёров в Солигорске в 1989 году с требованиями повышения зарплаты, улучшения условий труда и ликвидации монополии КПСС-КПБ на власть и забастовку работников «Гомсельмаша» в 1990 году с требованием выплаты денежных компенсаций в связи с последствиями аварии на Чернобыльской АЭС.
Организационно «независимое» профсоюзное движение начало оформляться в 1989 году на фоне стачек. Так, солигорские шахтёры организовали у себя на предприятиях Независимый союз горняков Беларуси — филиал Союза горняков СССР. В Минске, при участии активистов Белорусского народного фронта «Возрождение» Михаила Соболя, Георгия Мухина, Александра Галькевича и Виктора Ивашкевича, в этом же году был создан оргкомитет по созданию Рабочего союза Беларуси, в который вошли представители предприятий Минска, Борисова и Солигорска. На левом идеологическом фланге независимого профсоюзного движения разместилось белорусское Свободное межпрофессиональное объединение трудящихся.
В апреле 1991 года в Минске и других городах БССР прошли массовые забастовки и выступления рабочих. Стачки являлись реакцией на повышение цен на продовольственные товары. Координировали забастовки отдельные стачечные комитеты на предприятиях, которые впоследствии стали будущими первичными профсоюзными комитетами «независимых» профсоюзов.

### В условиях независимой Беларуси
После обретения Беларусью независимости в 1993 году ряд новообразованных «независимых» профсоюзных организаций, таких как Белорусский независимый профсоюз (БНП) и Свободный профсоюз Белорусский (СПБ), организовали второй в республике профсоюзный центр — Белорусский конгресс демократических профсоюзов.
В 1995 году, после подавления забастовки работников Минского метрополитена, указом Президента Республики Беларусь Александра Лукашенко № 336 была приостановлена деятельность Свободного профсоюза Белорусского, который и организовал забастовку работников метро. В 1997 году деятельность СПБ была возобновлена.
В 2001 году председатель Федерации профсоюзов Беларуси Владимир Гончарик выступил единым кандидатом от оппозиции на президентских выборах, где набрал 15,65 % голосов избирателей и занял второе место после Александра Лукашенко. После поражения на выборах, Гончарик ушёл в отставку с поста председателя Федерации профсоюзов Беларуси. Вместо него, председателем ФПБ был избран Франц Витко, а в 2002 году его сменил Леонид Козик. Козик пробыл председателем ФПБ 12 лет, в 2014 году его на этом посту сменил Михаил Орда.
Под руководством Козика и Орды, Федерация профсоюзов Беларуси постепенно стала более прогосударственной. В частности, выражено это было во все большей поддержке политики Александра Лукашенко и создании «жёлтых» профсоюзов на государственных предприятиях. Также, Михаил Орда два раза возглавлял инициативную группу Александра Лукашенко на президентских выборах в 2015 и 2020 годах.

### После президентских выборов 2020 года
В целом, как «официальное», так и «независимое» профсоюзное движение вплоть до 2020 года находилось в состоянии стагнации. После президентских выборов 2020 года и последующих за ними акций протеста, «независимое» профсоюзное движение активизировалось. Так, на предприятиях, где присутствовали первичные профсоюзные организации «независимых» профсоюзов, начали проходить забастовки, c требованиями прекратить пытки в отношении задержанных, привлечь виновных к ответственности, провести честные выборы. Однако, бастующие не добились выполнения своих требований.
В 2022 году, после признания некоторых «независимых» профсоюзных организаций экстремистскими и ареста ряда профсоюзных активистов, Верховный суд Беларуси приостановил деятельность Белорусского конгресса демократических профсоюзов и 4 входящих в него профсоюзных объединений за «участие в деструктивной деятельности, массовых мероприятиях, нарушающих общественный порядок, распространение информационной продукции экстремистского содержания». Также, ряд арестованных профсоюзных активистов был приговорён к различным срокам тюремного заключения, некоторые из осужденных активистов были внесены перечень организаций и физических лиц, причастных к террористической деятельности.